# Односи Србије и Кеније
Односи Србије и Кеније су инострани односи Републике Србије и Републике Кеније.

## Билатерални односи
Дипломатски односи са Кенијом су успостављени 1963. године.

### Економски односи
- У 2020. извоз Србије је износио $1,7 милиона, а увоз $1,5 милиона.
- У 2019. извоз из наше земље износио је $3,2 милиона, а увоз $1,3 милиона.
- У 2018. извоз РС вредео је $10 милиона, а увоз нешто преко $1 милиона.[2][3]

### Дипломатски представници

#### У Београду
- Бен Е. Мванги, амбасадор

#### У Најробију
Амбасада Републике Србије у Најробију (Кенија) радно покрива Уганду, Руанду, Бурунди, Еритреју, Коморе и Сомалију.
- Данијела Чубрило Мартић, амбасадор, 2024. -
- Драган Жупањевац, амбасадор, 2017. - 2023.
- Иван Живковић, амбасадор, 2012. - 2016.
- Здравко Бисић, амбасадор, 2009. - 2011.
- Владо Дрљевић, амбасадор, 1997. -
- Андреј Шкерлавај, амбасадор, 1989. -
- Бохумил Бернашек, амбасадор, 1986. - 1989.
- Зоран Жагар, амбасадор, 1982. - 1986.
- Реџо Терзић, амбасадор, 1977—1981.
- Жика Радојловић, амбасадор, 1973. - 1977.
- Иво Пелицон, амбасадор, 1969. - 1973.
- Милан Стојаковић, амбасадор, 1964. - 1969.